# Депарафинизация
Депарафинизация — процесс, направленный на удаление нормальных парафиновых углеводородов из керосино-газойлевых и масляных фракций нефти. Так как нормальные углеводороды обладают высокой температурой застывания, их удаление из фракции снижает температуру застывания. Например, если исходная фракция имеет температуру застывания +10 градусов Цельсия, то после депарафинизации температура застывания может составить −50 градусов Цельсия. Депарафинизация применяется в основном для производства минеральных масел, гораздо реже для производства зимнего и арктического дизельного топлива.
Принципиально используют две технологии депарафинизации:
1. Сольвентная. Определенный растворитель смешивают с исходной фракцией. Далее смесь охлаждают до требуемой температуры застывания (например: нужно масло с температурой замерзания −40, то смесь охлаждают до −40 градусов Цельсия), выпадающие в осадок нормальные парафины отфильтровывают, растворитель отгоняют от целевого продукта. Процессы повторяются.
2. Каталитическая. На избирательных катализаторах при высоком давлении, температуре и избытке водорода длинные молекулы нормальных парафинов расщепляются и изомеризуются.

## Значение, необходимость и обязательность
Необходимость этого обусловлена замерзанием парафина в составе дизельного топлива в баке и ТА, что приводит к отказу дизеля.
Солярка, освобожденная от парафина может работать до −70 °C и даже ниже.
В ряде стран с холодным климатом таких как например Норвегия, Финляндия и Беларусь производство парафиносодержащей солярки запрещено. В России ведется работа над подобным законопроектом.

## Последствия «парафиновых отравлений» двигателя
Замерзание парафина в летней солярке происходит при температуре ниже −10 °C и приводит к следующим последствиям:
- Парафин забивает топливный фильтр и топливо не поступает в двигатель, вследствие этого ТНВД лишен топлива. В результате лишенный смазки ТНВД начинает работать насухую, выходит из строя плунжерные пары — появляется металлическая стружка, которая, попадая в форсунки, выводит их из строя.
- В некоторых случаях топливный фильтр требует замены.
- В некоторых случаях «запарафиненный» топливный фильтр может порваться из-за давления, создаваемого топливным насосом, и вся грязь, скопившаяся в фильтре, устремится дальше в топливную аппаратуру.
- При многократных попытках пуска мотора происходит разрядка аккумулятора.
- Вдали от населенных пунктов и придорожной инфраструктуры это неоднократно приводило к смерти водителя в результате переохлаждения.

## Противодействие кристаллизации парафина в дорожных условиях

### Опции топливной аппаратуры
- При эксплуатации ТС в сезон со средней температурой около нуля необходимо использование антигелей. Следуя строго инструкции на упаковке топливо не будет замерзать (парафин не выпадет в осадок). Антигель лучше начинать использовать от +5 градусов цельсия. На некоторых современных ТС обратка уходит обратно в бак, тем самым немного подогревая топливо, однако объем бака и приход из ДВС не позволяет рассматривать эту функцию, как самостоятельное средство борьбы с замерзанием топлива.
- Подогрев сродни паяльной лампы не подходит, так как происходит локальный прогрев. Лампой нельзя прогреть и ДВС, и фильтр, и бак, трубопроводы до рабочей температуры.